# Sandbox (jeu vidéo)
Pour les articles homonymes, voir Sandbox.
Sandbox (stylisé en S&box) est un futur jeu vidéo de type sandbox (« bac à sable » en français) développé et édité par Facepunch Studios. Considéré comme le successeur spirituel de Garry's Mod, le jeu fournit aux joueurs un terrain depuis lequel ils peuvent développer et jouer à différents modes de jeux appelés « gamemodes » créées par les utilisateurs.

## Système de jeu
Sandbox est ainsi basé sur la physique du monde et n’a pas de but précis dans son mode de jeu par défaut. Le joueur a la possibilité de faire apparaître des personnages non-joueur, des corps manipulables appelé « ragdolls », des éléments disposables appelés « props », et d’interagir avec de multiples manières. Contrairement à Garry's Mod, Sandbox est conçu avec pour philosophie de base de fournir une plateforme pour les modes de jeu créés par les utilisateurs eux-mêmes, plutôt que de tout simplement intégrer ces modes de jeu dans la structure de jeu existante.
Parmi les exemples de « gamemods » figurent Melon Racer, Prop Hunt, Trouble in Terrorist Town (TTT). Comme leur prédécesseur, Sandbox fournit une plateforme où les contenus créés par les utilisateurs peuvent être partagés entre les joueurs. Cette nouvelle plateforme a été nommée « asset.party » et est développé par le studio lui-même.
À la différence de Garry's Mod, qui dépendait du contenu de base du moteur de jeu Source qui comprenait les jeux Counter-Strike: Source ou Portal, Sandbox offre une expérience indépendante. Garry Newman, fondateur du studio de développement Facepunch Studios, a exprimé sa volonté que Facepunch et sa communauté puissent utiliser Sandbox comme une plateforme pour construire et exporter des jeux indépendants destinés à être vendus sur Steam. Le jeu utilise le langage de programmation C# pour la création de contenu par les utilisateurs.

## Développement et publication
Fin 2015, Newman a déclaré que Facepunch travaillait sur le développement d’une suite de Garry's Mod axé sur la réalité virtuelle, qui s’est révélé être le jeu Sandbox. Il a officiellement été annoncé en 2017 comme étant développé sur Unreal Engine 4, mais le développement a été mis en pause en 2019, puis a ensuite été déplacé vers le moteur Source 2 de Valve en mars 2020,,.
Une sortie publique avait été planifiée pour le milieu de l’année 2021. Ainsi un groupe restreint a déjà reçu un accès anticipé à la version de bêta fermée, puis dans un second temps, par vagues de développeurs qui ont reçu des clés au fur et à mesure selon leur ordre d'arrivée et leur expérience dans la création de contenu sur le workshop de Steam.
Désormais, le jeu reste en bêta fermée mais le système de clés a été changé. Les personnes ayant déjà accès à la version anticipée disposent d’une dizaine de clés du jeu à usage unique, qu’ils peuvent partager afin d’inviter de nouvelles personnes à essayer le jeu. Les joueurs peuvent choisir entre plusieurs modes de jeux similaires à Garry's Mod.